# Giovanni Battista Cipriani

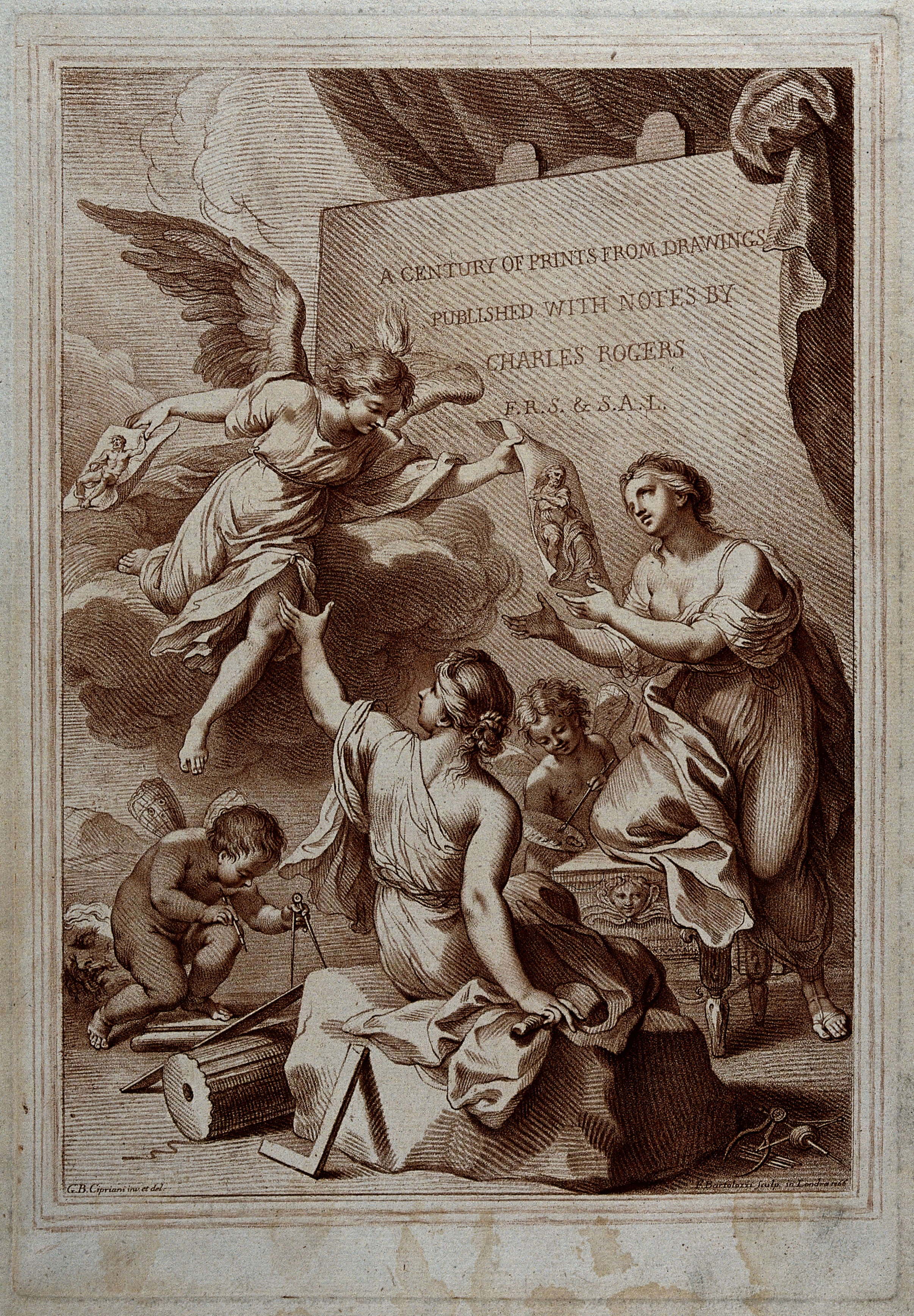
G. B. Cipriani, An allegory of the fine arts and architecture

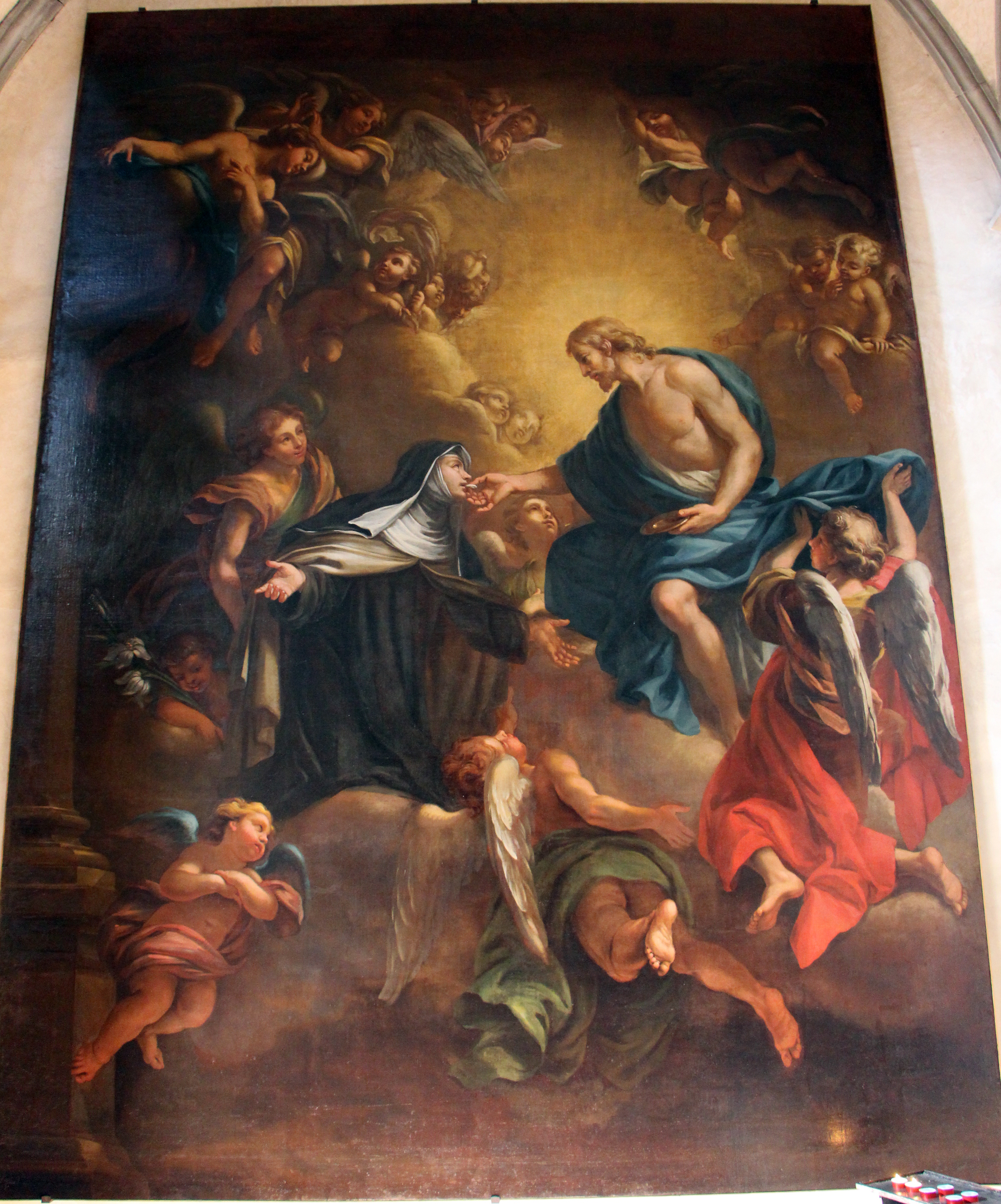
G. B. Cipriani, Comunione di santa Maria Maddalena dei Pazzi, (1754)

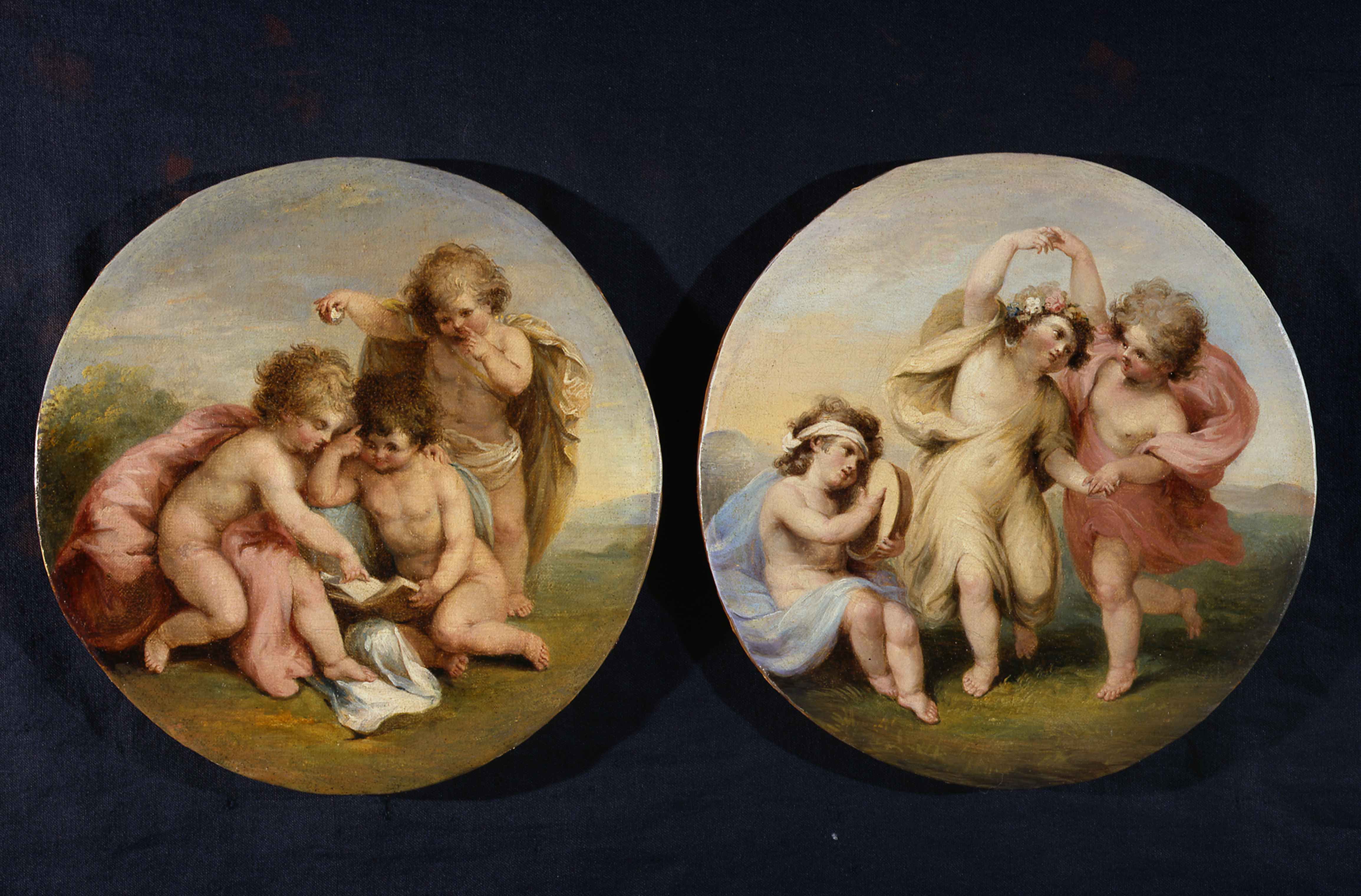
G. B. Cipriani, Tondi con amorini Collezione Mainetti (Roma)

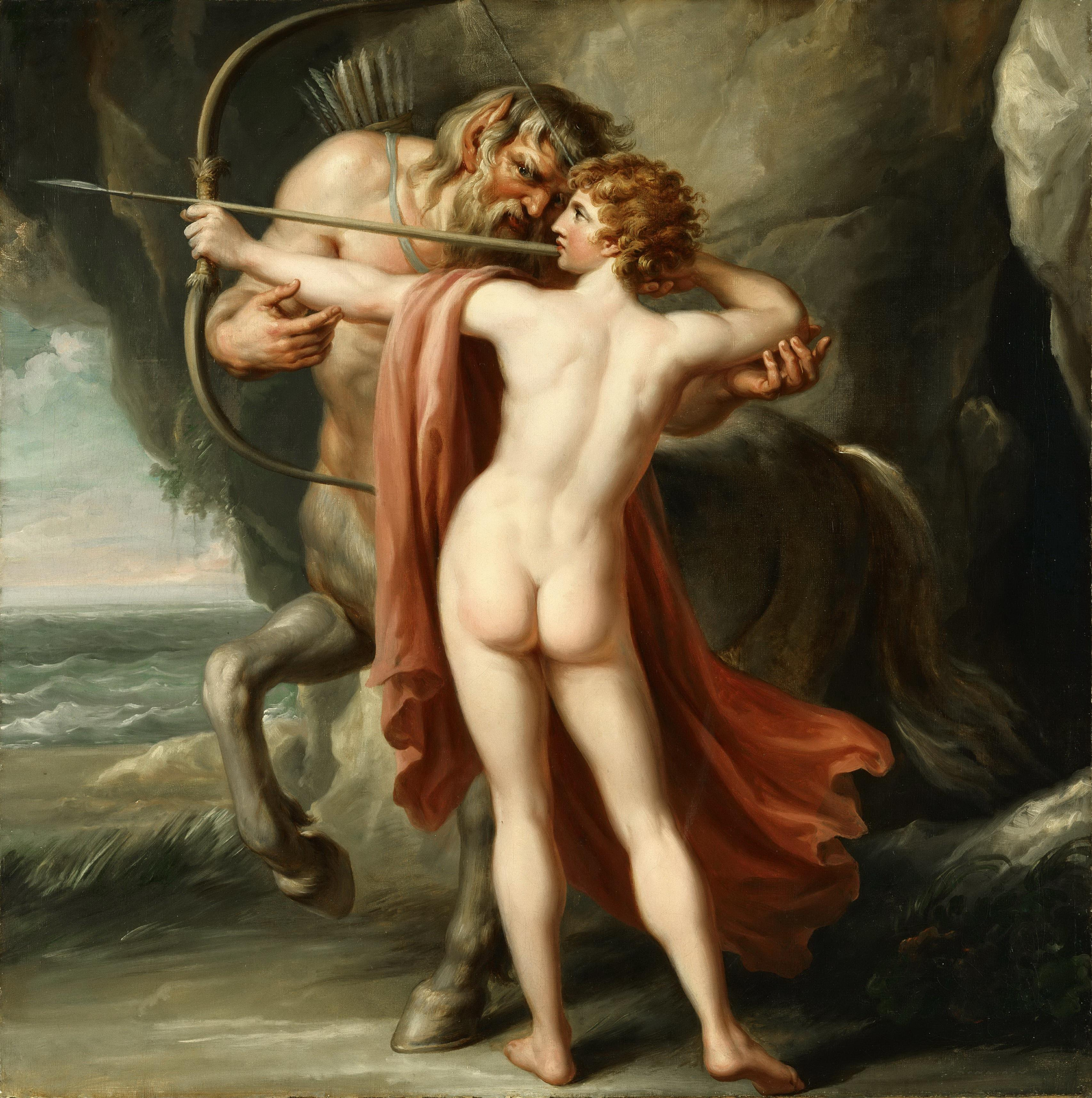
G. B. Cipriani, Chiron Instructing Achilles in the Bow, 1776

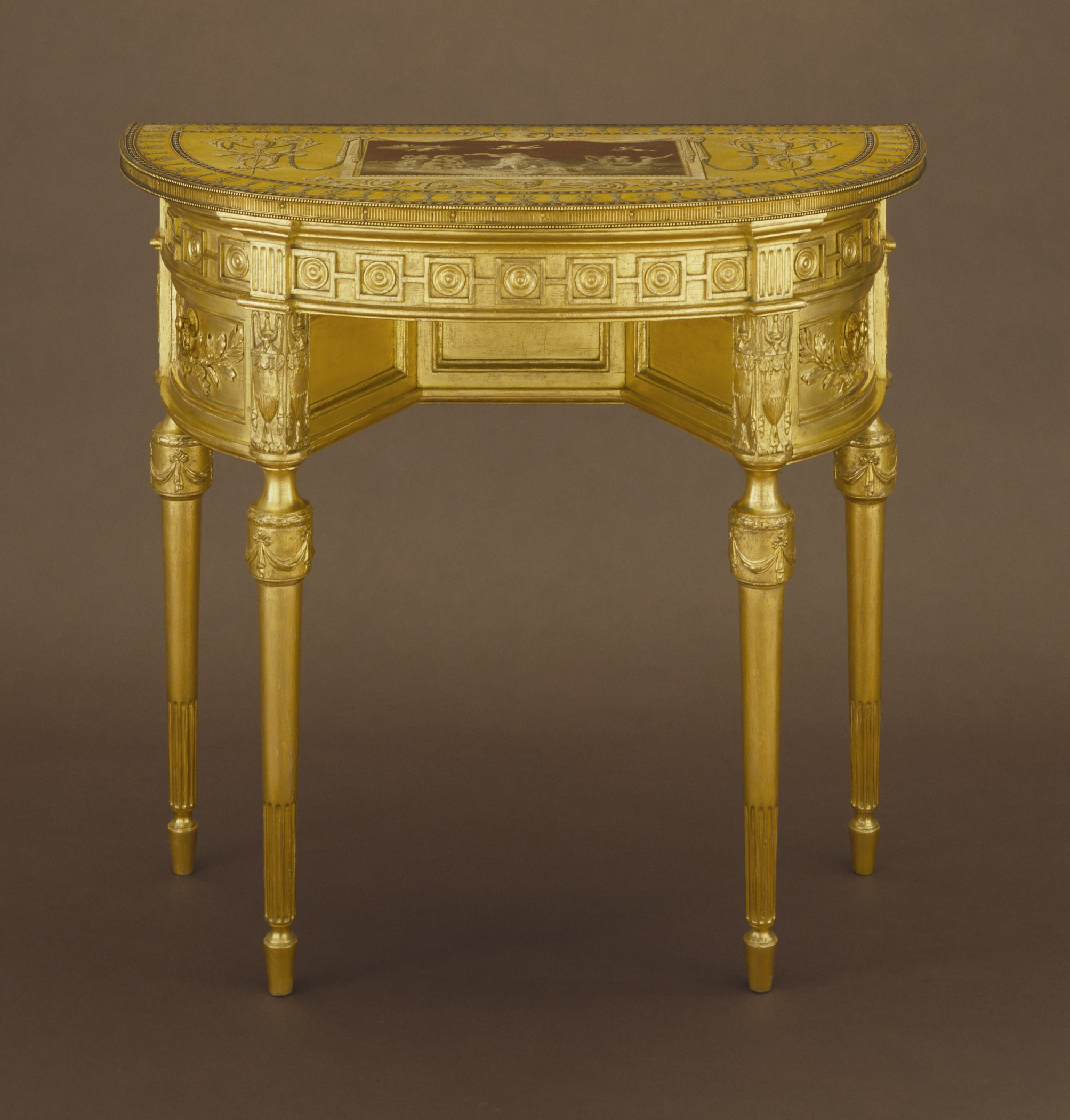
Buckingham House, Side Table

Giovanni Battista Cipriani (Firenze, 8 marzo 1727 – Hammersmith e Fulham, 14 dicembre 1785) è stato un pittore e disegnatore italiano.

## Biografia
Giovanni Battista Cipriani, o Cypriani, studiò prima all'Accademia di belle arti di Firenze con il pittore, collezionista e mercante d'arte pisano Ignazio Hugford - un allievo di Anton Domenico Gabbiani - poi, dal 1750, a Roma dove si diffondeva il gusto del neoclassicismo, sull'esempio di Pompeo Batoni e del pittore e critico d'arte tedesco Anton Raphael Mengs. A Firenze dipinse nel 1754 il tendone dell'organo della Chiesa di Santa Maria Maddalena dei Pazzi. Una sua pala d'altare oggi è nella Chiesa di San Bartolomeo in Pantano, a Pistoia.
In agosto 1755 seguì a Londra lo scultore Joseph Wilton, l'architetto William Chambers e lo scultore fiorentino Giovanni Battista Capezzuoli. Nel 1761 sposò un'inglese ed ebbe tre figli, tra cui Henry - morto a Londra il 17 settembre 1820 - che fu pittore.
Nel 1758 assunse l'incarico di seguire gli apprendisti pittori nella galleria londinese del duca di Richmond ed ebbe come allieva la pittrice e cantante Emma Jane Greenland. Egli fu uno dei quaranta fondatori della Royal Academy of Arts e disegnò anche il diploma dell'accademia, inciso da Francesco Bartolozzi. Presentò sue opere, con soggetti mitologici e storici, in occasione delle esposizioni annuali della Royal Academy, che oggi possiede ancora una raccolta di opere di Cipriani su carta.
Lord Tilney lo incaricò di decorare con affreschi illusionistici la propria tenuta di campagna a Wanstead nell'Essex, una residenza in stile palladiano che era stata progettata da Campbell e fu poi demolita nel 1822. Assieme al marchigiano Biagio Rebecca, anch'egli emigrato a Londra, Cipriani decorò la nuova Somerset House sullo Strand, il capolavoro dell'architetto Chambers, e la Syon House, progettata dall'architetto scozzese Robert Adam. Rivestiva le mura con personaggi fiabeschi, amorini, danzatrici, allegorie, soggetti mitologici. I suoi disegni venivano anche trasferiti sui mobili e questo gusto neoclassico si mantenne intatto, in Inghilterra, fino alla fine dell'Ottocento.
Su incarico di George Walpole decorò nel 1781 la palladiana Houghton Hall e nel 1783 dipinse tre tele ispirate al mondo dell'antica Greciaː Filottete a Lemno, Castore e Polluce e Edipo a Colono.
Il re Giorgio III lo incaricò di decorare, con figure allegoriche e mitologiche, l'esterno della carrozza reale da parata, realizzata su progetto di Chambersː la Gold State Coach, ancora oggi usata in occasione delle nozze della famiglia regnante inglese. Di questa carrozza restano tre disegni del 1760, di Chambers e di Cipriani, di cui uno è nelle Royal Mews di Buckingham Palace, dove si può vedere la carrozza, e gli altri sono nella Royal Library del castello di Windsor. Il modellino in cera, di Giovanni Battista Capezzuoli e J. Voyez, dipinto da Cipriani, è al London Museum. Per Giorgio III Cipriani dipinse anche un padiglione, costruito su disegno di Chambers e di Adam nei giardini di Richmond, (Surrey), per la festa in onore di Cristiano VII di Danimarca, il 24 settembre 1768.
Molti suoi disegni furono trasferiti su lastra e poi stampati, nella maggior parte dei casi dal suo amico Francesco Bartolozzi, oppure da Richard Earlom.
Oltre a soggetti allegorici, storici o mitologici, o che si riferiscono al Vecchio o del Nuovo Testamento, o a scene di genere, Cipriani eseguì anche disegni decorativi per cartoncini d'invito, per biglietti d'ingresso a spettacoli teatrali o musicali, per ex libris. Illustrò libri, tra cui L'Orlando furioso, edito da J. Baskerville a Birmingham nel 1773 e il libro curato da Giuspanio Graglia, Tutti gli epigrammi di M. Val. Marziale, stampato a Londra nel 1783.
Cipriani lasciò per testamento il suo Autoritratto a pastelli agli Uffizi e un altro Autoritratto, disegnato, è conservato nel Gabinetto di disegni e stampe degli Uffizi. Cipriani è raffigurato nel grande quadro del pittore tedesco Johann Zoffany, insieme agli altri fondatori della Royal Academy. Un suo pastello che rappresenta Cleopatra è nel City Museum and Art Gallery di Plymouth. Un migliaio, tra disegni, pastelli e acquarelli, si trovavano in casa dell'artista, al momento della sua morte: furono tutti venduti all'asta nel 1786, come i dipinti, quindi le sue opere furono disperse e oggi si trovano in raccolte pubbliche e private.
Da non confondere con l'incisore senese, Giovanni Battista Cipriani (1766-1839) che operò in modo particolare su soggetti romani, musicali e teatrali.

### Altre opere
- Joseph Wagner, Remittuntur Ei peccata multa quoniam dilexit multum. Fides tua te salvum fecit, vade in pace. Benedet. Lutti Florent. Pinx. 1691; I. Bapt. Cipriani delin. Florentie 1746; G. Wagner Sculp, post 1746, SBN RML0211259. 1 stampa: bulino; 57,4x35 cm
- Joseph Wagner, Quid fecisti vox sanguinis fratis tui clamat ad me de terra. Bened. Lutti Florent. Pin. 1691 ; Io. Bapt. Cipriani delin. Florentie 1746; G. Wagner Sculp, post 1746, SBN RML0211264. 1 stampa: bulino; 61,8x45,3 cm
- Carlo Faucci, Effigies Antonii Dominici Gabbiani florentini, pictoris eximii quam ipse per se an. 1685 ad vivum esprimebat. Joan Bapt. Cipriani del.; Carolo Faucci sculp, Firenze, 1751, SBN RML0355042. 1 stampa: bulino; 32,5x23,5 cm
- Ignazio Enrico Hugford, Vita di Anton Domenico Gabbiani pittor fiorentino descritta da Ignazio Enrico Hugford suo discepolo e dal medesimo dedicata all'illustrissimo signore Pietro Mariette, Firenze, nella Stamperia Mouckiana, 1762, SBN MODE024791. Ritratto calcografico dell'autore, disegnato da Giovanni Battista Cipriani e inciso da Carlo Faucci.
- Francis Blackburne, Memoirs of Thomas, esq., F.R. and A.S.S, Londra, by J. Nichols, 1780, SBN LO1E042698. Tavole incise da Bartolozzi, Basire e Cipriani
- Pietro Metastasio, Opere. Tomo prim, 1782, SBN RMLE009443. Ill. calcogr. disegnate da Cipriani e incise da Bartolozzi e Martini
- Les quatre livres de l'imitation de Jesus-Christ, traduits par m. Beauzee, [...] fur l'edition latine publiee par le meme en 1787, Parigi, de l'imprimerie de J. Barbou, rue des Mathurins, 1788, SBN VEAE010770. Illustrazioni disegnate da Cypriani, Cochin, Le Sueur, incise da B. L. Prevost.
- Giovanni Battista Cipriani, Cipriani's Rudiments of drawing engraved by F. Bartolozzi, Londra, pub.d as the act directs by G. Bartolozzi, 1796, SBN LO1E046505.
- Catalogue of the prints contained in this collection after the sketches and drawings of the late G. B. Cipriani engraved by Richard Earlom, Londra-Pall Mall, John and Josiah Boydell-Shakespeare Gallery, 1789. (libro non presente sul sito sbn.it)